# Giuseppe Ar
Giuseppe Ar (Lucera, 19 gennaio 1898 – Napoli, 31 gennaio 1956) è stato un pittore italiano.

## Biografia
Giuseppe Ar nasce a Lucera, in provincia di Foggia, nel 1898 da Francesco Ar, cameriere, e da Luisa Zaza, donna di casa. La sua era famiglia di umili origini e nelle ore di libertà si avvia molto presto agli studi della tecnica pittorica, dimostrando chiaro talento artistico. Semplice e taciturno, dal carattere mite, trasfonde nei suoi primi quadri, dai toni delicati e poetici, una personalità di artista di provincia ancora alla ricerca di se stesso.
Trasferitosi a Roma dal 1925 al 1928, esprime con più maturità la sua vena artistica con lo studio del disegno e della prospettiva presso lo studio di Antonio Mancini. Arrivano i primi successi e le prime mostre: la sua prima personale romana è visitata anche dal re Vittorio Emanuele III.

Nel 1931 espone alla I Quadriennale nazionale d'arte di Roma.
Ma la grande città lo disorienta, tanto che preferisce rientrare nella quiete della sua Lucera, dove è insegnante di disegno e, per oltre un ventennio, con occhio discreto e malinconico, trova l'ispirazione per le sue tele dagli aspetti della vita solitaria e quotidiana. Nella fase della maturità Ar acquista maggiore consapevolezza di sé e una tranquillità d'animo con cui, ponendosi di fronte alle figure che ritrae senza il velo della tristezza e della timidezza di una volta, dove l'elemento luce non è più trascurato, ma comincia a prevalere, si affaccia alla ribalta internazionale, riscuotendo più che lusinghieri successi di critica.
Il pittore muore a Napoli nel 1956, ma è sepolto nel cimitero di Lucera, in un'artistica struttura monumentale.

## Opere
Un consistente numero di opere di Ar sono esposte nella Pinacoteca Comunale di Lucera. Altre tre sono conservate nel Museo diocesano di Lucera.